# Cyganiada
Cyganiada lub obóz cygański, poemat heroikomiczno-satyryczny w 12 pieśniach, które napisał Leonachi Dianeu (rum. Țiganiada sau Tabăra țiganilor. Poemation eroi cómico-satiríc. Alcătuit în doaosprăzece cântece de Leonàchi Dianèu) – napisany w języku rumuńskim w latach 1800–1812 poemat heroikomiczny autorstwa Iona Budai-Deleana; jest to jedyny napisany po rumuńsku epos narodowy.
Dzieło zostało wydane po raz pierwszy w latach 1875–1877 w jasskim czasopiśmie Buciumul român. W postaci książkowej Cyganiada ukazała się dopiero w 1900 w Braszowie.

## Fabuła

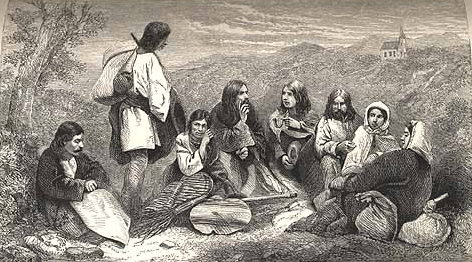
Cyganie siedmiogrodzccy

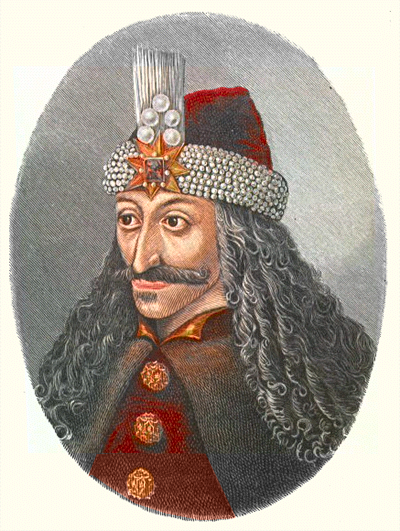
Hospodar wołoski Wład Palownik

Głównym wątkiem Cyganiady są losy cygańskiego oddziału wchodzącego w skład wojska wołoskiego kniazia Włada Palownika (Drakuli). Cyganie biorą udział w bitwach Włada z armią osmańską. Wojna z Turkami oraz poszukiwania Romiki, kochanki głównego bohatera – Parpanghela, porwanej przez Szatana przeplatają się w utworze z rozważaniami o wolności i organizacji społeczeństwa. Kiedy się wydaje, że Cyganie są już tylko o krok od utworzenia własnego państwa dojdzie między ich przywódcami do sporów. Trwający spór prowadzi do rzezi, w której ginie większość Cyganów. Ci, którzy przeżyli pouciekali do "wszystkich krajów świata".
Cyganiada jest dziełem napisanym na podstawie bogatej tradycji poezji heroikomicznej (antyczna Wojna Żabiomysia, Paul Scarron, Aloys Blumauer i inni). Oprócz Iliady i Eneidy, do których Budai-Deleanu nawiązuje żartobliwie już samym tytułem, w treści Cyganiady można spostrzec wpływy włoskich pisarzy: Ludovico Ariosto i Torquato Tasso (motyw zaczarowanego pałacu, epizod miłosny Parpanghela i Romiki oraz inne) oraz Monachomachii Ignacego Krasickiego.

## Wydania
- 1875–1877 – Țiganiada sau Tabăra țiganilor, w: Buciumul român (Jassy).
- 1900 – Țiganiada sau Alexandria ai țâgănească (...) (Braszów).
- 1925 – Țiganiada (Bukareszt); wydanie II – 1928; wyd. III – 1944.
- 1930 – Țiganiada sau Alexandria ai țâgănească (Sybin).
- 1931 – Țiganiada. Poemă eroi-comică în 12 cânturi (Czerniowce).
- 1935 – Țiganiada sau Tabăra țiganilor (Bukareszt); wydanie II – 1943.
- 1953 – Țiganiada (Bukareszt); wydanie II – 1956.
- 1958 – Țiganiada (Bukareszt).
- 1967 – Țiganiada (Bukareszt).
- 1969 – Țiganiada (Bukareszt).
- 1970 – Scrieri inedite (Kluż).

Fragmenty Cyganiady przełożył na język polski Aleksander Rymkiewicz. Przekład został opublikowany w Antologii poezji rumuńskiej w wyborze i redakcji Danuty Bieńkowskiej, Juliana Rogozińskiego i Ireny Harasimowicz, Warszawa 1989.